# Тивадар Моноштори
Тивадар Моноштори (мађ. Monostori Tivadar, Фелшегала, 24. август 1936 — Естергон, 18. март 2014) је био мађарски фудбалски репрезентативац и тренер који је играо на позицији нападача. Играо је за Мађарску на светским првенствима 1958. и 1962. године. Клупску каријеру је започео и завршио у једном клубу, ФК Дорог.

## Каријера
Године 1954. први пут се појавио у тиму Дороги Бањас. Наступио је на укупно 243 првенствене утакмице и постигао 94 гола у Дорогу. У лигашкој сезони 1958/59, постао је најбољи стрелац лиге са 15 голова у тројном изједначењу (Заједно са Тихијем и Кишуцкијем.

## Репрезентација
Између 1958. и 1963. године у репрезентацији Мађарске је наступио девет пута и постигао четири гола. Учествовао је на Светском првенству 1958. у Шведској и Светском првенству 1962. у Чилеу, где је играо против Аргентине.

## Тренер
По завршетку фудбалске каријере завршио је Вишу школу физичког васпитања и радио као главни тренер за неколико екипа, (Татабања и Дороги Бањас). У периоду до 1989. године радио је још у седам екипа на разним тренерским задушењима као помоћник.

## Достугнућа
- Најбољи стрелац првенства: сезони 1958/59 (15. голова) - делио са Тихијем и Кишуцкијем
- Истакнути спортиста (1962)
- Кућа славних ФК Дорога (2001)